# Dorados de Chihuahua (LBE)
Los Dorados del Estado de Chihuahua es un equipo de baloncesto profesional que participa en la Liga de Básquetbol Estatal de Chihuahua con sede en Chihuahua, Chihuahua, México. Juegan sus partidos de local en el Gimnasio Manuel Bernardo Aguirre.
El equipo es llamado Dorados en memoria de los "Dorados de Villa", grupo de escoltas del revolucionario Francisco Villa.

## Historia
Los Dorados de Chihuahua fueron fundados en 1931, como un equipo de baloncesto amateur para competir en los Campeonatos Nacionales de Básquetbol. Su primer título lo obtuvieron en 1935, repitiendo la hazaña entre 1939 y 1944 consecutivamente, así como en 1948, 1953, 1954, entre 1959 y 1961, 1967, 1969, 1974, 1975, 1977, 1980, entre 1983 y 1989, así como en 1995 y 1996, logrando obtener el campeonato en 27 ocasiones.
En la Liga de Básquetbol Estatal de Chihuahua ha logrado sus 6 títulos en 6 de las últimas 7 temporadas: 2015, 2016, 2017, 2019, 2021 y 2022.

## Gimnasio
El Gimnasio Manuel Berardo Aguirre es un recinto multiusos propiedad de la Universidad Autónoma de Chihuahua que cuenta con una capacidad de poco más de 10 mil espectadores para eventos deportivos, actualmente es la casa tanto de Dorados Capital como de Dorados del Estado de Chihuahua.

## Jugadores

### Roster Campeón2025
A continuación se muestra tanto al Roster de jugadores, como al Cuerpo Técnico, que participó con Dorados en su 8° campeonato en la LBE.
| Dorados Temporada 2025    |    |                           |                                   |
| C U E R P O T É C N I C O |    |                           |                                   |
| Entrenador                |    | Bandera de Argentina      | Guillermo Narvarte (Baja)         |
| Entrenador                |    | Bandera de España         | Miguel de Jesus López Alonzo      |
| Asistente                 |    | Bandera de Argentina      | Federico Corbaz (Baja)            |
| J U G A D O R E S         |    |                           |                                   |
| Base                      | 0  | Bandera de Estados Unidos | Jaron Michael Martin              |
| Escolta                   | 2  | Bandera de México         | José David Estrada Stone          |
| Ala-pívot                 | 3  | Bandera de Estados Unidos | Charles Mitchell                  |
| Ala-pívot                 | 4  | Bandera de México         | Fabián Misael Jaimes Nava         |
| Alero                     | 7  | Bandera de Estados Unidos | Daniel Alejandro Soto Pozo (Baja) |
| Alero                     | 7  | Bandera de Estados Unidos | Jordan Nicholas Glynn Ramírez     |
| Escolta                   | 11 | Bandera de México         | Ricardo Valdéz Bustamante         |
| Base                      | 14 | Bandera de México         | Víctor Ramón Álvarez Diez         |
| Alero                     | 21 | Bandera de Estados Unidos | Jordan Devaughn Loveridge         |
| Escolta                   | 22 | Bandera de Estados Unidos | Michael Alezander Justice Smith   |
| Ala-pívot/Pívot           | 23 | Bandera de México         | José Miguel Martínez Crespo       |
| Pívot                     | 24 | Bandera de México         | José Israel Gutiérrez Zermeño     |
| Base                      | 25 | Bandera de México         | Jared Alexis Pérez Acevedo        |
| Alero                     | 71 | Bandera de México         | Alejandro Villanueva López        |
| = Capitán                 |    |                           |                                   |
| = Lesionado               |    |                           |                                   |

 =  Cuenta con nacionalidad mexicana. 

### Roster Campeón2024
A continuación se muestra tanto al Roster de jugadores, como al Cuerpo Técnico, que participó con Dorados en su 7° campeonato en la LBE.
| Dorados Temporada 2024    |    |                           |                                     |
| C U E R P O T É C N I C O |    |                           |                                     |
| Entrenador                |    | Bandera de España         | Miguel de Jesus López Alonzo        |
| J U G A D O R E S         |    |                           |                                     |
| Base                      | 0  | Bandera de Estados Unidos | Jaron Michael Martin                |
| Escolta                   | 2  | Bandera de México         | José David Estrada Stone            |
| Ala-pívot                 | 3  | Bandera de Estados Unidos | Charles Mitchell                    |
| Alero                     | 7  | Bandera de Estados Unidos | Daniel Alejandro Soto Pozo          |
| Alero                     | 8  | Bandera de México         | Irwin Raúl Ávalos Bonilla           |
| Base/Escolta              | 10 | Bandera de Estados Unidos | Kohl Gerhard Meyer                  |
| Base                      | 11 | Bandera de Estados Unidos | Jeffrey Kyle Ledbetter (Baja)       |
| Escolta                   | 12 | Bandera de Estados Unidos | Avry Holmes                         |
| Ala-pívot                 | 13 | Bandera de México         | José Carlos Vargas Velázquez        |
| Base                      | 14 | Bandera de México         | Víctor Ramón Álvarez Diez           |
| Pívot                     | 17 | Bandera de México         | Alejandro Reyna Martínez (Inactivo) |
| Alero                     | 21 | Bandera de Estados Unidos | Jordan Devaughn Loveridge           |
| Base                      | 25 | Bandera de México         | Jared Alexis Pérez Acevedo          |
| Alero                     | 71 | Bandera de México         | Alejandro Villanueva López          |
| = Capitán                 |    |                           |                                     |
| = Lesionado               |    |                           |                                     |

 =  Cuenta con nacionalidad mexicana. 

### Roster Campeón2022
A continuación se muestra tanto al Roster de jugadores, como al Cuerpo Técnico, que participó con Dorados Capital en su 6° campeonato en la LBE.
| Dorados Capital Temporada 2022 |    |                                    |                                    |
| C U E R P O T É C N I C O      |    |                                    |                                    |
| Entrenador                     |    | Bandera de España                  | Manolo Hussein                     |
| Asistente                      |    | Bandera de Argentina               | Santiago Belza                     |
| J U G A D O R E S              |    |                                    |                                    |
| Ala-pívot                      | 0  | Bandera de la República Dominicana | Antonio Miguel Peña Wright         |
| Base                           | 1  | Bandera de Estados Unidos          | David Josué Rico Gaytán            |
| Escolta / Alero                | 2  | Bandera de México                  | José David Estrada Stone           |
| Ala-pívot                      | 3  | Bandera de Estados Unidos          | Charles Mitchell                   |
| Alero/Ala-pívot                | 5  | Bandera de México                  | Irwin Raúl Ávalos Bonilla          |
| Base                           | 7  | Bandera de México                  | Jorge Iván Gutiérrez Cárdenas      |
| Base                           | 8  | Bandera de Argentina               | Cristian Gabriel Cortés Balbuena   |
| Escolta                        | 11 | Bandera de México                  | Ricardo Mauricio Valdéz Bustamante |
| Ala-pívot                      | 15 | Bandera de México                  | Carlos Anthony Herrera Martínez    |
| Ala-pívot                      | 23 | Bandera de México                  | Jorge Manuel Camacho Federico      |
| Pívot                          | 25 | Bandera de México                  | José Israel Gutiérrez Zermeño      |
| Escolta / Alero                | 27 | Bandera de Panamá                  | Daniel Oscar Girón Villarreal      |
| Escolta                        | 44 | Bandera de Estados Unidos          | Tyrone Jarriel White               |
| = Capitán                      |    |                                    |                                    |

 =  Cuenta con nacionalidad mexicana. 